# Bietsuikerproductie
Onder bietsuikerproductie wordt het (productie)proces verstaan waarbij suikerbieten wordt verwerkt tot suiker. 

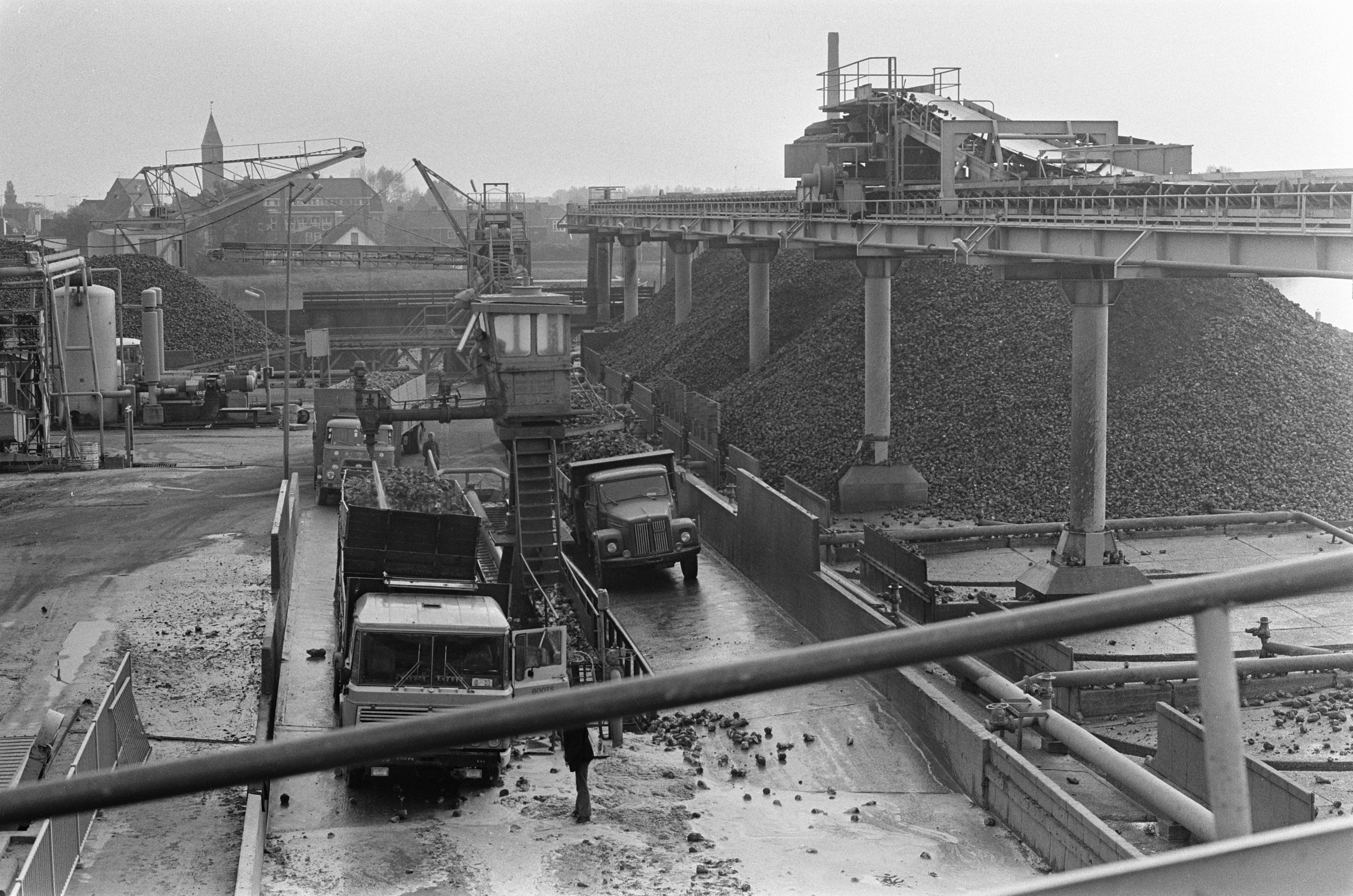
Suikerbietontvangst suikerfabriek Halfweg, 1974

## Campagne
Voorafgaand aan het proces gaat het vervoer van de bieten van de akker naar de fabriek. Het vijfjarig gemiddelde van de opbrengst bedraagt 85 ton bieten per hectare. De Cosun Beet Company laat een deel van de oogst over het binnenwater vervoeren. In Nederland bekend onder de naam "suikerbietencampagne". In 2023 was dat zo'n 400.000 ton, in 2024 ruim 350.000 ton. In dat laatste jaar werden er 11 schepen voor gebruikt. Het verschil in tonnen werd veroorzaakt door de langere zaaiperiode door de natte weersomstandigheden. 
De bieten worden met vrachtauto's of rechtstreeks naar de fabriek of naar de binnenschepen gebracht. In Limburg gaat dat laatste naar de Beatrixhaven in Maastricht, vanwaar de schepen via het Albertkanaal naar de haven van Oudenbosch varen en uiteindelijk weer per vrachtwagen naar de fabriek in Dinteloord. Vanaf Oudeschild op Texel vertrekken zo'n twee schepen met bieten naar de fabriek in Vierverlaten, waar ze met een kraan aan de kade worden gelost.

## Wasserij
Met de bieten komt ook veel grond mee. Dit kan wel oplopen tot 20% van het gewicht aan bieten als deze onder natte omstandigheden gerooid zijn. De grond wordt van de bieten gewassen in de wastrommels en in grote bezinkingsbassins weer uit het water verwijderd. Daar waar de bieten beschadigd zijn treedt tijdens het wassen suikerverlies op. Het water wordt aeroob en anaeroob gezuiverd en hergebruikt/geloosd. De grond wordt onder andere gebruikt voor het ophogen van dijken.

## Diffusietoren
De suikerbieten worden met twee soorten messen in reepjes gesneden, deze messen hebben zogenaamde dakkanten, er wordt achtereenvolgens met een A en B mes gesneden,(<>) zodat een patatvormig reepje ontstaat, het snijdsel. In de diffusietoren wordt met warm water de suiker uit de reepjes geloogd. Dit gebeurt middels het tegenstroomprincipe. Onder in de toren worden de suikerrijke reepjes ingebracht (snijdsel). Boven in de toren wordt het schone en warme water ingevoerd waardoor de suikerrijke reepjes en het water, dat de suiker op moet nemen, zich in een aan elkaar tegenovergestelde richting door de diffussietoren bewegen. Resultaat is dat het suikergehalte van het water dat de diffusietoren (aan de snijdselkant dus) verlaat dat van het suikerrijke ingevoerde snijdsel zo veel mogelijk nadert. Terwijl aan de pulpzijde het uitgeloogde snijdsel vrijwel volledig is uitgeloogd (pulp). Omdat in het water behalve suikermoleculen ook andere stoffen worden opgenomen, wordt het water uit de diffusietoren ruwsap genoemd.
De pulp is erg nat en wordt vervolgens door een pers geschikt gemaakt tot veevoer. Het perssap bevat een laag percentage suiker maar wordt samen met schoon en warm water terug de diffusietoren ingeleid. Hierdoor gaat deze suiker niet verloren en hoeft dit perssap niet als afvalwater gezuiverd te worden. De pulp die achterblijft uit de diffusietoren wordt tot veevoer verwerkt (perspulp). Verder gedroogd en vervolgens tot brokjes geperst tot pulpbrokjes is pulp vrijwel onbeperkt houdbaar. Maar gezien de hoge drogingskosten wordt de meeste pulp afgezet als perspulp (ca. 28 % droge stof). Ongedroogde perspulp wordt vaak vermengd met snijmais of gras en ingekuild als ruwvoer voor koeien. Rietsuikerpulp wordt ook wel als brandstof in de rietsuikerfabrieken gebruikt.

## Sapzuivering

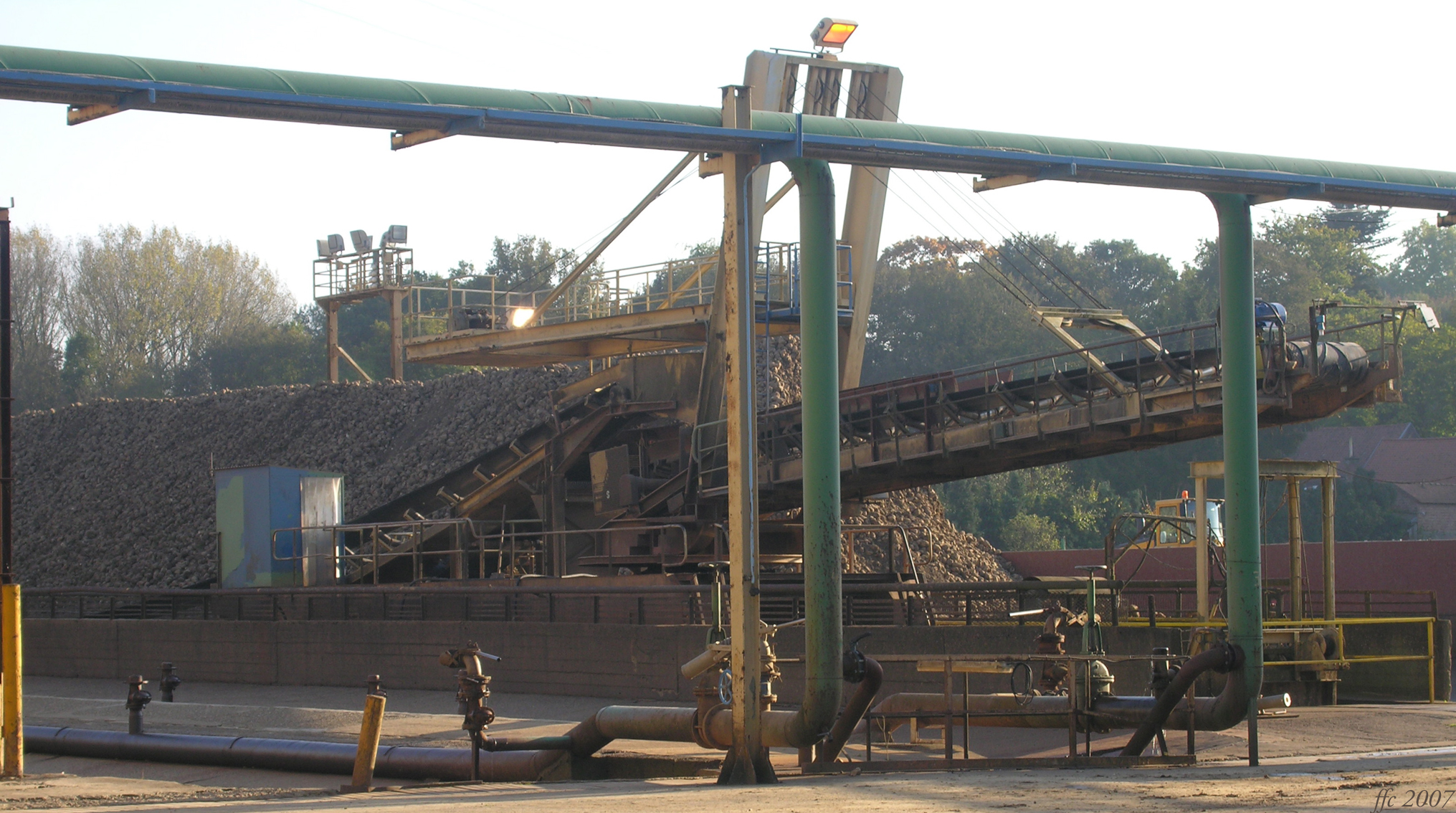
Suikerbieten na de oogst in de fabriek van Hollogne-sur-Geer in Haspengouw

Het zwartblauwe ruwsap bevat nog vele organische en anorganische bestanddelen, zoals zuren, zouten (kalium en natrium), eiwitten en pectines, die door filtratie verwijderd moeten worden, omdat anders de latere kristallisatie niet goed verloopt. De filtratie wordt gedaan met behulp van ongebluste kalk. Dit bindt de zuren, en door verhoging van de pH naar ongeveer 11 wordt verhinderd dat invertsuiker ontstaat door splitsing van de sacharose. Hierbij wordt ongeveer 35% van de verontreinigingen verwijderd. Voor de filtratie wordt snel koolstofdioxide toegevoegd. Deze processtap in de sapzuivering is carbonatatie. Hierbij wordt CO2-gas door het gekalkte sap geblazen, waarbij de achtergebleven calcium-ionen worden gebonden in calciumcarbonaat (kalk). Meestal worden twee carbonatatiestappen doorlopen: eerste en tweede carbonatatie. Het nu ontstane heldere sap is dunsap. De kalk met daarin de verontreinigingen wordt uit het sap gefiltreerd. Deze schuimaarde wordt in de akkerbouw gebruikt als bodemverbeteraar. Het dunsap is geelgroen van kleur. Het bevat 15 tot 16% suiker en nog ongeveer 2% andere stoffen, waaronder α-aminozuren. Deze aminozuren worden schadelijke stikstof genoemd. De hoeveelheid schadelijke stikstof is afhankelijk van de hoogte van de stikstofbemesting tijdens de groei van de bieten, gebruikte suikerbietenras, het tijdstip van rooien en andere groeiomstandigheden. Als het gehalte aan α-aminozuren in het dunsap te hoog is, moet er soda aan het sap worden toegevoegd om de pH te verhogen, wat de hoeveelheid te winnen suiker nadelig beïnvloedt.

## Indamping
Het dunsap wordt in grote verdampers ingedikt, tot een sap met ongeveer 70% suiker is bereikt, het zogeheten diksap. Het in te dampen dunsap gaat door meerdere verdampers waarbij de condensatiewarmte van de waterdamp uit één verdamper wordt hergebruikt om water in een volgende verdamper te verdampen. Ook wordt water uit de waterdamp c.q. condenswater gebruikt overal waar warmte nodig is, onder andere om het water te verwarmen waarmee het snijdsel wordt uitgeloogd.

## Kristallisatie en centrifuge
Door aan het diksap fijne kristallen (poedersuiker) toe te voegen, het zogenaamde enten, ontstaan suikerkristallen. Bij de gewenste grootte worden deze kristallen afgecentrifugeerd en blijft, naast de suikerkristallen, melasse over. Hiervan kan alcohol gestookt worden, stroop van worden gemaakt of het kan als veevoer worden gebruikt. Bijvoorbeeld als bindmiddel bij de productie van (droge) pulpbrokken.

## Winbaarheid van bietsuiker
De winbaarheid van de hoeveelheid suiker in de biet wordt uitgedrukt in een winbaarheidsindex en is afhankelijk van:
- het suikergehalte
- de hoeveelheid schadelijke stikstof (α-aminoN),
- de hoeveelheid kalium en natrium en
- de verhoudingen hiertussen.

1 maeq (milli-aequivalent of mval) α-aminoN geeft bij een gemiddelde melasse evenveel suikerverlies als 1 maeq kalium+natrium namelijk 0,061 gram suiker.
Van bieten met een suikergehalte lager dan 15% kan niet meer rendabel suiker gewonnen worden. Hoe hoger het suikergehalte des te meer suiker aan de biet onttrokken kan worden. In de bietenpulp blijft suiker achter en er verdwijnt ook suiker met de schuimaarde en het waswater. Bij elkaar is dit ongeveer 0,2 tot 0,4 % suiker. Daarnaast gaat er 1,8 tot 2,5 % suiker verloren in de melasse. Tot slot verdwijnt er door allerlei oorzaken, bijvoorbeeld door de vorming van invertsuiker, nog 0,2 tot 0,4 % suiker. Van een biet met bijvoorbeeld 16 % suiker kan zo 12,7 tot 13,8 % suiker gewonnen worden en die van 18 % 14,7 tot 15,8 %.

## Schadelijke stikstof
Schadelijke stikstof omvat stikstofhoudende stoffen, die tijdens de suikerwinning voor ongeveer 50% niet gescheiden kunnen worden van het suiker en daardoor melassevormend werken. De stikstofhoudende stoffen worden dus schadelijk ondervonden omdat ze een probleem vormen bij het zuiveringsproces van suiker. Het gaat hierbij vooral om de α-aminozuren, waarvan de meest schadelijke als niet-gebonden aminozuren en amiden in het celvocht voorkomen. Vooral glutamine en in mindere mate asparagine komen voor. Aminozuren kunnen zich als zuren of basen gedragen, al naargelang van de hoogte van de pH, maar bij de suikerwinning gedragen ze zich als een zuur. Bij afbraak van een aminozuur kan een organisch zuur of een primair amine gevormd worden. De aminen zijn goed oplosbaar in water en reageren als zwakke basen. Door afsplitsing van water kunnen aminozuren ook overgaan in amiden, die zich ook afhankelijk van de hoogte van de pH als base of zuur gedragen, maar zich bij de suikerwinning gedragen als een zuur. Daarnaast verlaagt de schadelijke stikstof de oplosbaarheid van suiker.

## Kalium en natrium
Kalium en natrium verhogen de hoeveelheid melasse en zorgen zo voor een lagere winbaarheid. De melasse kan namelijk niet verder ingedikt worden dan tot een suiker/water verhouding van 2,5 tot 3,0 bij 35 tot 45 °C, omdat deze anders niet meer verwerkbaar is in roerzeven en centrifuges. Daarnaast verhogen ze de oplosbaarheid van suiker. Ze zijn gunstig als er veel schadelijke stikstof aanwezig is, omdat ze de pH van het dunsap verhogen.

## Verhouding tussen schadelijke stikstof en kalium+natrium
De niet-suikers in het ruwsap kunnen onderverdeeld worden in pH-verlagende en pH-verhogende stoffen.
De pH-verhogende stoffen werken als zodanig, omdat ze geheel (oxaalzuur en fosforzuur) of gedeeltelijk (citroenzuur, appelzuur, zwavelzuur) door de kalktoevoeging neerslaan en met de schuimaarde afgevoerd worden of in het sap blijven zitten (kalium en natrium).
De pH-verlagende stoffen werken als zodanig, omdat ze door de kalktoevoeging neerslaan (magnesium en calcium) of omdat ze niet neerslaan (amiden, invertsuiker, aminozuren). De amiden gaan over in aminozuren en invertsuiker wordt afgebroken tot o.a. melkzuur.
Indien er te veel pH-verlagende stoffen aanwezig zijn, wordt de pH te laag en moet soda toegevoegd worden om corrosie van de kookpannen, afzetting van ketelsteen en de vorming van invertsuiker te voorkomen. Bij een bepaalde verhouding kalium+natrium/α-aminozuren (sommigen gaan uit van 1,8 of hoger) hoeft aan het dunsap geen soda toegevoegd te worden. In het dunsap zit gemiddeld drie keer zoveel kalium+natrium dan schadelijke stikstof.